# Pardosa lugubris
Pardosa lugubris este o specie de păianjeni din genul Pardosa, familia Lycosidae. A fost descrisă pentru prima dată de Charles Athanase Walckenaer în anul 1802. Conform Catalogue of Life specia Pardosa lugubris nu are subspecii cunoscute.